# Світа Бурган
Світа Бурган — кувейтський нафтовий горизонт, на нафтовому родовищі-гіганті Бурган. Нафтоносна світа Бургана локалізована на глибині 1,1–2,6 км. Нафтоносність світи пов'язана з відкладами крейдового періоду.

## Опис
Нафтовидобувні зони Бургана складаються з шести сховищ крейдового віку: (1) Вара (найвища), включаючи Перший і Другий Піски (як називалося спочатку); (2) вапняк Моддуд; (3-5) Верхній, середній і нижній шар Третього Піску, середній шар яких є багатим на кварц, багатошарним пористим піском, і дав понад 75 % нафти; і (6) Четвертий Пісок (нижній), який також є багатим на кварц і пористим. Третій і Четвертий піски належать до формації Burgan. Ця альбійсько-ценонічна послідовність відкладень, близько 410 м, була депонована в прибережноій, мілководній (дельта, літоралі) зоні на пологому континентальному шельфі моря Тетіс, що колись покривала північний край Гондвани.